# Festes tradicionals de Menorca

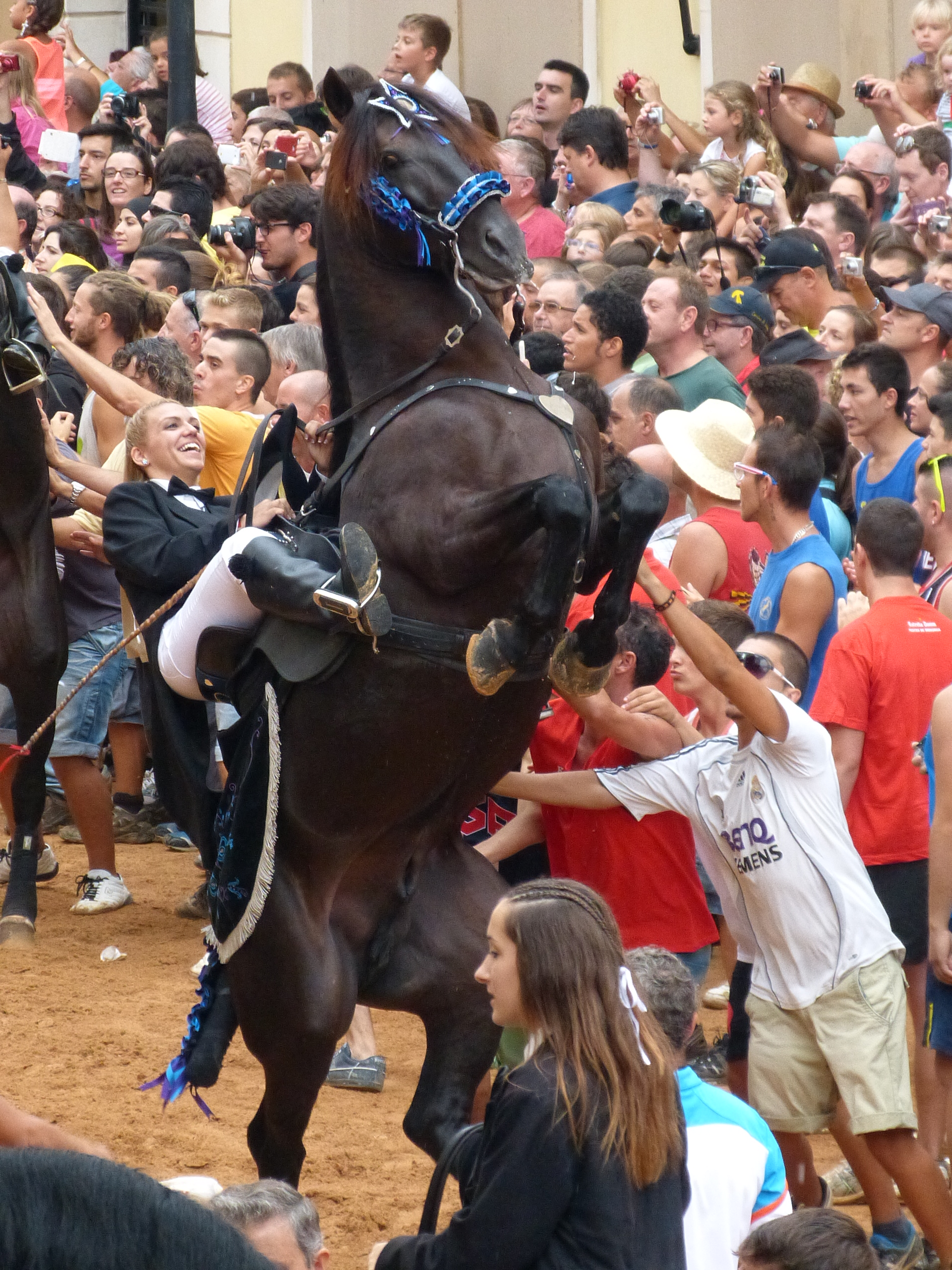
Jaleo a les festes de Gràcia de Maó.

Les festes tradicionals de Menorca, són el conjunt de festes d´origen religiós i popular, que es desenvolupen a diferents indrets de l'illa, i que inclouen també les anomenades a Menorca, festes de poble, que són el conjunt de celebracions realitzades durant l'estiu, i que, amb diferents advocacions, tenen com a eix central els caixers i/o cavallers i els seus cavalls.

## Les festes de poble
Les anomenades festes de poble són el conjunt de festes majors dels diferents municipis de Menorca, que amb diferents advocacions, tenen com a eix central els caixers i/o cavallers, i els seus cavalls, així com un caramull de tradicions que es remunten al segle xiv, amb els tradicionals jaleos, caragols i curses eqüestres.

### Orígens
La principal referència històrica de les festes de poble de Menorca són les festes de Sant Joan que es celebren a Ciutadella de Menorca des-de el segle XIV, si bé com a resultat de l'assalt turc a Ciutadella l'any 1558, anomenat l´any de sa desgracia, i la pèrdua dels arxius oficials, l'origen de les festes, així com la seva estructura, és un tema de debat constant entre historiadors i estudiosos.
En el mateix sentit, es te constància de la celebració de les festes en honor de Sant Llorenç a Binixems al terme d´Alaior just després del 1301.
En qualsevol cas, és consens generalitzat que les festes tenen un origen religiós, per tal de fer acapte en benefici del santuari o obra pietosa a la que estessin advocades. En aquest sentit, els obrers o caixers de les obreries constituïdes per el sosteniment dels temples, serien els encarregats d´organitzar la festa.
La distància entre Sant Joan de Missa, origen de les festes de Sant Joan de Ciutadella, i el centre de Ciutadella, uns 6 km, així com la distancia entre Sant Llorenç de Binixems i Alaior, també de aproximadament 6 km, i el seu context rural, és probablement l'origen de la utilització del cavall com a nexe principal de totes les festes de Menorca.
En aquest sentit, cobraven especial importància els membres de la obreria a la que estava destinada la festa, i que serien els antecessors de les actuals juntes de Caixers de les festes de Menorca. Aquestes obreries estarien compostes per membres de tots els estaments de l'època (noblesa, clergat, pagesia i artesans).
En el cas de l'obreria de Sant Joan de Missa, en fonts datades cap a 1564, la composició d´aquesta obreria seria: un obrer eclesiàstic, encarregat de les tasques religioses, un obrer cavaller o clavari, encarregat de l'administració dels bens i del patrimoni, dos obrers pagesos, encarregats de recaptar donatius als diferents llocs (finques agrícoles menorquines) del terme de ciutadella, un a la zona nord (Tramuntana) i un a la zona sud (Migjorn) i un obrer menestral, que essent artesà residiria al municipi, i recaptaria a la ciutat.
Aquesta estructura portaria a les composicions habituals de les juntes de Caixers a dia d´avui, 

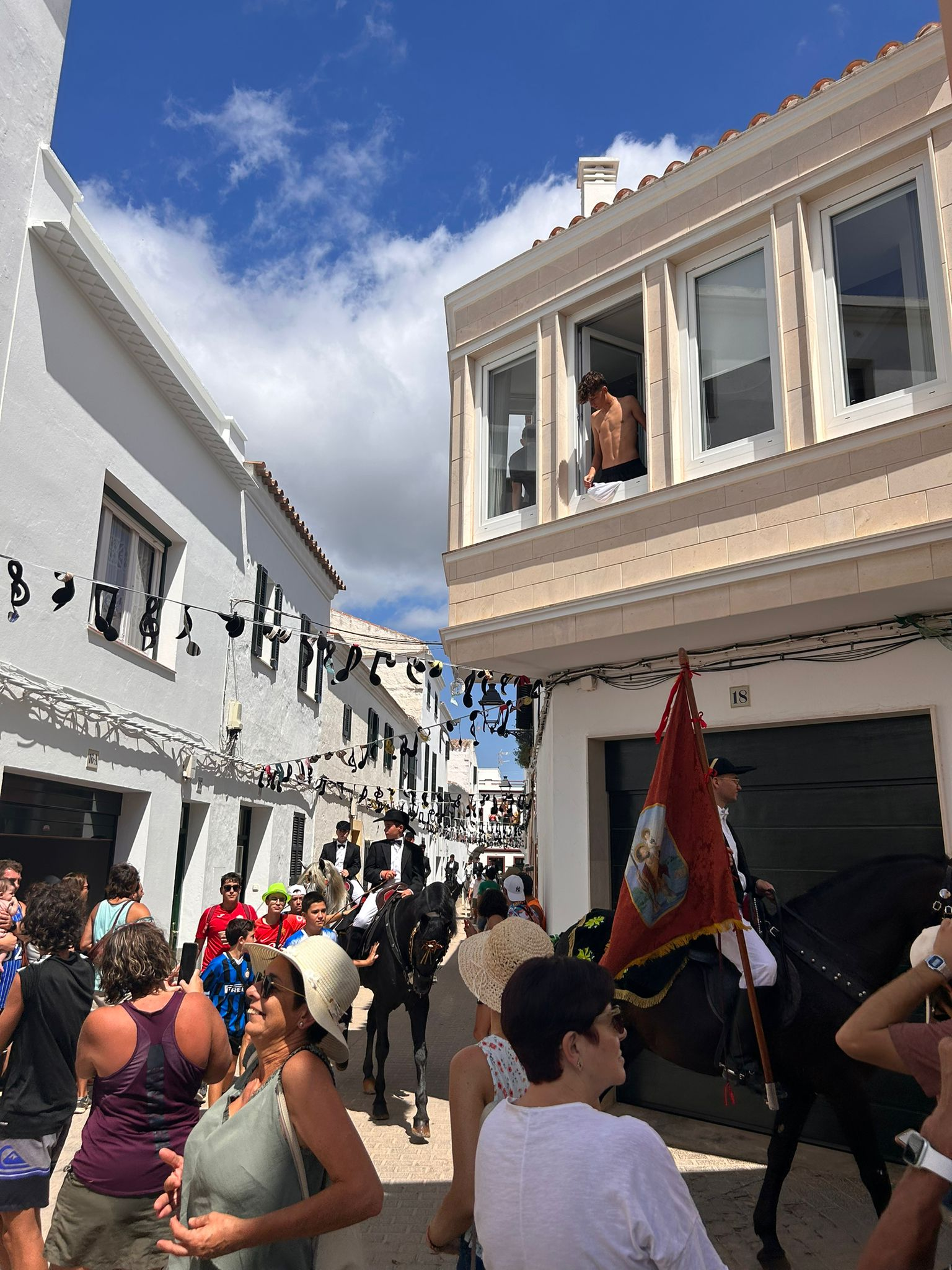
Festes de Sant Cristòfol - Es Migjorn Gran 2023

- Presidint les festes, a Ciutadella el Caixer Senyor, mentre a la que resta de municipis de Menorca el caixer/a batle/ssa, com a represenant de l'Ajuntament corresponent.
- Tenint cura del vessant religiós, el Caixer Capellà també anomenat capellana.
- Com a representant de les famílies, i a Ciutadella també dels artesans, el caixer/a casat/da.
- Com a abanderat, el caixer/a fadrí/ina o en alguns municipis sobreposat/sada
- Com a representant de la pagesia, el caixer/a pagès/esa
Afegint en alguns municipis més caixers pagesos, o altres figures com els caixers/eres vocals, municipals, etcétera.
Finalment, i encapçalant les qualcades, el fabioler, que amb ase o somera per muntura, va interpretant les tonades corresponents al tambor i fabiol.

### Estructura de les festes
Si bé cada una de les festes te una estructura molt determinada, el que aconsella seguir els protocols i programes d´actes de cadascuna d´elles,., com a elements essencials, hi ha tot una sèrie de protocols, prelacions, i itineraris a cada un dels municipis, de forma més dispersa per el municipi en el cas de Sant Joan de Ciutadella, i de forma més focalitzada a la plaça del poble corresponent en el cas de la resta de les festes. També son essencials a totes les festes els moments de pregaria i missa oficiada per el caixer capellà, en els diferents municipis.
A la majoria dels pobles de Menorca el moment algid de la festa seria el corresponent al Jaleo per el que es coneix de forma metonímica tant el fet en si de fer botar els cavalls amb música a la plaça, com la pròpia música que s´interpreta durant aquest acte.
Aquest acte que pot durar varies hores, es comú a tots els pobles, menys a Ciutadella, que encara que sigui l'origen del Jaleo, la festa no es concentra de la mateixa manera, i va passant per carrers i places, formant els caragols de les festes de Sant Joan. Al caragol des Born, quant els cavalls arriben a la Plaça del Born de Ciutadella a les 18.00 de la tarda del dia 23 de juny, es habitual que a la primera volta, amb l'entrada a galop del Caixer Senyor a la plaça, i tercera volta dels cavalls al voltant de la plaça, soni aquesta jota, i exactament el mateix el capvespre del dia de Sant Joan al caragol previ als Jocs des Pla, però a la resta d´etapes de les festes la música del jaleo no torna a sonar.

### Origen del "Jaleo"
La jota que s'interpreta en el moment àlgid s'anomena Jota Estudiantina de la sarsuela El Postillón de la Rioja del extremeny Cristobal Oudrid. Una sarsuela estrenada l'any 1856 i que va tenir molt èxit arreu de l'estat, si bé a dia d'avui, fora de Menorca, i inclús per molts menorquins, és absolutament desconeguda.
La introducció d'aquesta peça hauria succeït per casualitat precisament a Ciutadella l'any 1881, i vindria del fet que en aquell any es va inaugurar el Cercle Artístic a la Plaça des Born, i l'entitat va decidir contractar una agrupació musical per amenitzar el caragol des Born, és a dir, les voltes que donen els cavalls al voltant de la plaça des Born el dia 23 de juny cap a les 18:00 de la tarda. La agrupació va començar a interpretar aquesta peça, probablement per la única raó de que haurien representat la sarsuela i tenien les partitures, i els cavalls que passaven per allà es van començar a excitar i fer bots armant un desgavell, que en la seva traducció directe al castellà seria un "Jaleo".
En aquell moment els cavalls que s'utilitzaven eren els propis cavalls de feina dels caixers pagesos, que no tenien una doma específica, i probablement ni els propis pagesos tenien coneixements per controlar els animals en aquelles circumstàncies.
Aquesta situació va contribuir de tal manera a la festa i a la animació de la gent de Ciutadella que va quedar com un element bàsic de la festa, i es va anar expandint per la resta de municipis, fins a arribar a ser pràcticament un himne de les festes de Menorca.

### Caixers o cavallers
A certs municipis de Menorca es fa distinció entre caixers o cavallers, fent referència, els primers, als membres de la junta de caixers, que serien els que originàriament farien "caixa" per l'obreria corresponent, i els segons a la resta de la qualcada. A la majoria dels municipis no es fa distinció, i tots els membres de la qualcada s´anomenen Caixers.

### Indumentària dels Caixers i/o cavallers
La indumentària dels Caixers i Cavallers és un element que si bé durant molts anys s´havia tractat d´una forma més relaxada a la majoria de les festes de Menorca, i es respectava a les festes de Ciutadella, en els darrers 40 anys ha cobrat molta força, amb especificitats tant per pobles com per càrrecs a la Junta de Caixers.

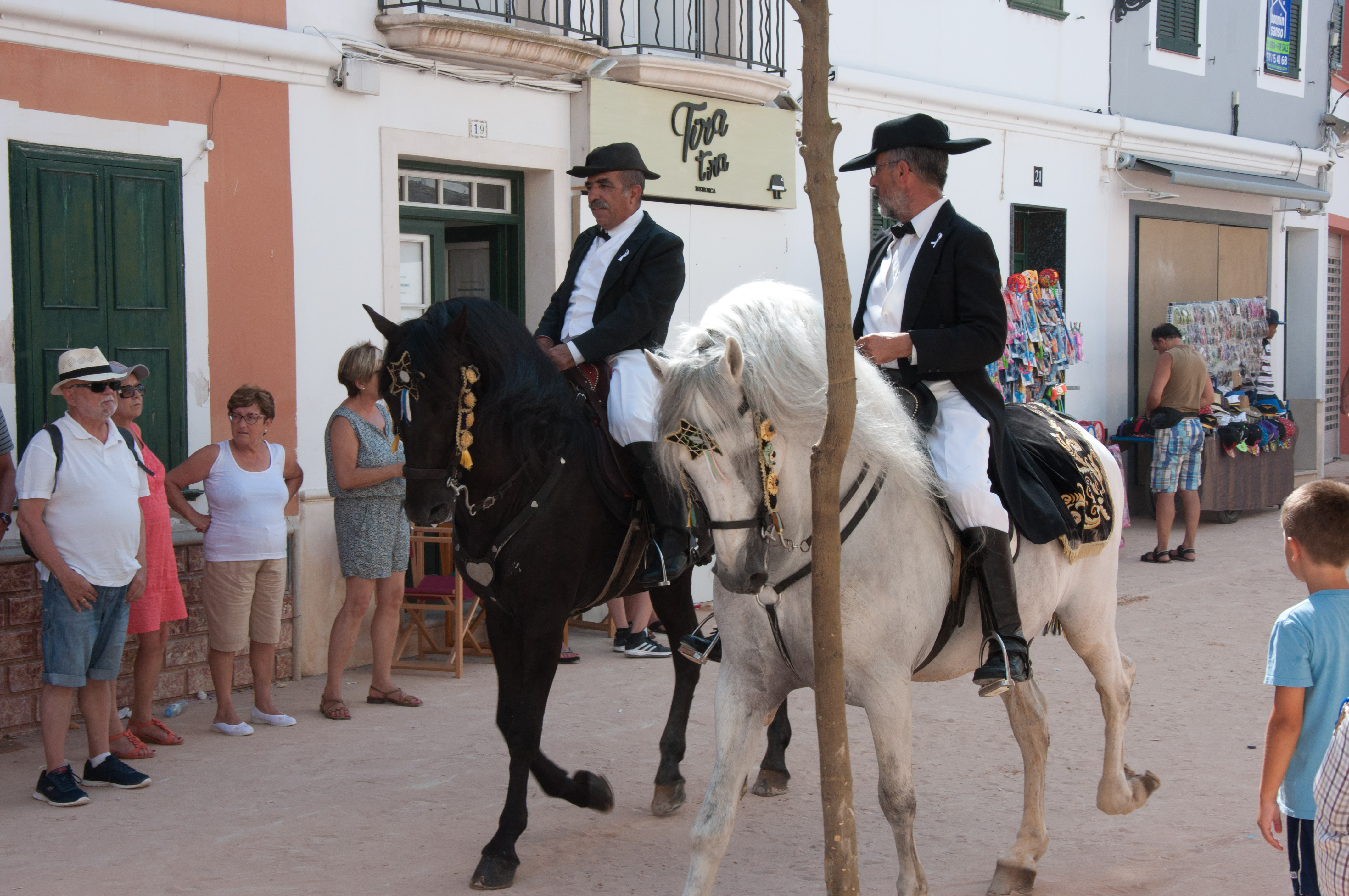
Caixers a les festes de Sant Martí d´Es Mercadal

En general, si bé es tracta d´unes festes estivals i de dia, l'indumentària és de gran solemnitat i formalitat, i els caixers i/o cavallers van vestits amb camisa, guardapits, corbatí, levita de frac, pantalons llargs, o fins a la bota depenent de les festes i el càrrec, el color d´aquests elements variarà entre el blanc i el negre, depenent del municipi i el càrrec dels caixers o cavallers, botes de muntar o sabates amb polaines, i al cap guindola o, en el cas dels caixers pagesos de les festes de Sant Joan, capell de teula.

### Els cavalls
Les festes tradicionals de Menorca no es poden entendre sense els cavalls. Si bé a Menorca existeix una raça autòctona de cavall, el cavall de raça menorquina, a les festes d´arreu de l'illa s´utilitzen cavalls de procedència diversa, amb l'únic requisit de que han de ser mascles sencers, és a dir sense castrar, i preparats en doma menorquina.

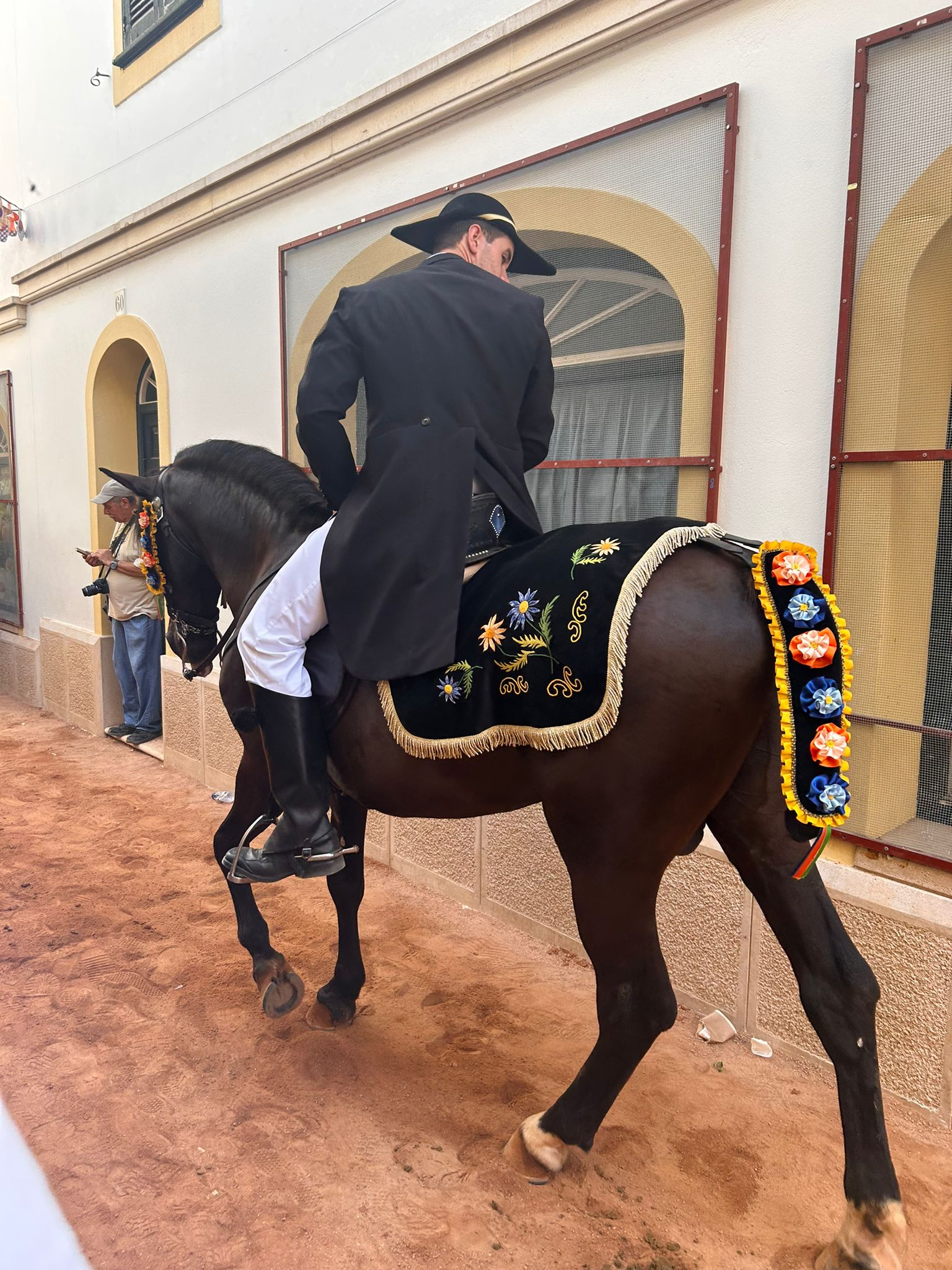
Festes de Sant Cristòfol - Es Migjorn Gran 2023

Tots els cavalls a les festes de Menorca han de dur brida i sella típica Menorquina amb els components pertinents, i adornats segons la costum i el càrrec del caixer.
En general portaran buldrafa o gualdrapabordada tradicional de les festes, la cua recollida i adornada amb flors i llaços de colors, i a les galteres i nassera adornat amb els mateixos motius que la cua, i al front un estel amb un mirall al centre.
Els cavalls de Caixer/a batle/essa i de la capellana, no portaran ornaments ni a la cua ni a les galteres, ni tampoc estel. Porten la cua amollada i pentinada, i porten unes buldrafa o gualdrapa bordades amb elements del municipi o de l'església.
El cavall del Caixer Senyor de les festes de Sant Joan de Ciutadella porta altre elements que es descriuen a la seva entrada a vikipedia.

### La música a les festes de poble
Les festes tradicionals de Menorca van unides també a tota una tradició musical que va lligada a les bandes de música tradicionals del llevant, principalment amb instruments de vent metall.
Les peces que s´interpreten van des de pasodobles taurins i populars, jotes de diferents procedències i algunes composicions de caràcter local.
Les principals bandes de musica de Menorca són la Banda de Música de Ferreries, l'Associació Musical de Maó, La Banda de Música des Mercadal, la Banda de Música des Migjorn Gran, la Banda de l'Agrupació Musical de Ciutadella, i la Banda de Música d´Alaior.
Les peces més interpretades són, a part del conegut com a Jaleo - la Jota Estudiantina de la sarsuela el Postillón de la Rioja de Cristobal Oudrid, la peça coneguda a Menorca com Ses Canyes, ja que s´interpreta a la volta del Jaleo a la que a la majoria de pobles entrega les canyes verdes, i anomenada el maniquí de Pío Díaz Olarte.
Les compostes per el menorquí Bartomeu Carreras, Comodín II i Alfons III, aquesta darrera únicament a les festes de Sant Joan de Ciutadella, així com altres de caràcter popular com per exemple Un Senyor damunt un ruc
També s´interpreten altres cançons de tradició taurina i de pasacarrers de Catalunya i el llevant, com El Gato Montés de Manuel Penella Moreno, Amparito Roca de Jaume Teixidor Dalmau, Paquito el chocolatero de Gustavo Pascual Falcó, Villanueva de la Serena, d´Antonio Ramiro Soto, entre d´altres.

### Les canyes verdes
A Menorca la canya verda és un símbol de longevitat i bona sort, i tenen un paper simbòlic també a les festes de Menorca. És habitual a alguns municipis que durant el primer dia de festes, després de la missa de completes s´entregui una canya verda als caixers i cavallers, i a pràcticament tots els pobles de Menorca a la darrera volta del Jaleo del segon dia de festes s´entrega una canya verda amb una cullereta de plata lligada, com a símbol de la participació en les festes.
A Ciutadella el dia de Sant Joan a la tarda, als jocs des pla, als caixers o cavallers que encerten l'ensortilla s´els fa entrega com a premi d´una canya verda amb una cullereta de plata lligada.

### Terminologia de les festes de Menorca
Al tractar-se de manifestacions culturals i tradicions tant arrelades a Menorca, i elements que daten de diverses èpoques, la seva terminologia es ample, complexa i molt específica, per el que s´han dut a terme diversos estudis per tal de fer-la comunicable i comprensible. En aquest sentit es destacable el diccionari de terminologia de les festes de Menorca que va desenvolupar el Consell Insular de Menorca, editat per TERMCAT, i consultable en línia.

### Rebosteria i beguda típica de les festes
Com totes les festes tradicionals i populars, la rebosteria es una part tradicional de les convidades que es realitzen tant a nivell privat com a les begudes que s´ofereixen en algun punt de la festa als caixers i/o cavallers.
En l'àmbit de la beguda, la pomada, a ciutadella anomenada gin amb llimonada, és la mescla més consumida durant aquests dies.

### Festes de poble de Menorca
| Localitat                    | Festa                                      | Advocació             | Data aproximada                                          | Bandera de les festes | Ermita o parròquia associada |
| ---------------------------- | ------------------------------------------ | --------------------- | -------------------------------------------------------- | --------------------- | ---------------------------- |
| Ciutadella                   | Sant Joan de Ciutadella                    | Sant Joan Baptista    | dies 23 i 24 de juny i diumenge anterior, el dia des be  |                       |                              |
| Es Mercadal                  | Festes de Sant Martí                       | Sant Martí            | 3r cap de setmana de juliol *                            |                       |                              |
| Fornellsterme de Es Mercadal | Festes de Sant Antoni Abat                 | Sant Antoni Abat      | 4t cap de setmana de juliol *                            |                       |                              |
| Es Castell                   | Festes de Sant Jaume                       | Sant Jaume            | dies 24 i 25 de juliol                                   |                       |                              |
| Sant Cristòbal               | Festes de Sant Cristòfol de ses corregudes | Sant Cristòfol        | 5è cap de setmana de juliol *                            |                       |                              |
| Llucmaçanesterme de Maó      | Festes de Sant Gaietà                      | Sant Gaietà           | 1r cap de setmana d'agost *                              |                       |                              |
| Alaior                       | Festes de Sant Llorenç                     | Sant Llorenç          | Cap de setmana posterior al dia 10 d´agost, Sant Llorenç |                       |                              |
| Sant Clementterme de Maó     | Festes de Sant Climent                     | Sant Climent          | 3r cap de setmana d'agost *                              |                       |                              |
| Ferreries                    | Festes de Sant Bartomeu                    | Sant Bartomeu         | dies 24 i 25 d'agost                                     |                       |                              |
| Sant Luís                    | Festes de Sant Lluís                       | Sant Lluís            | Darrer cap de setmana d'agost *                          |                       |                              |
| Maó                          | Festes de la Mare de Deu de Gràcia         | Mare de Deu de Gràcia | dies 6,7,8 i 9 de setembre                               |                       |                              |
| Es Mercadal                  | Festes de Sant Nicolau                     | Sant Nicolau          | 2n cap de setmana de setembre *                          |                       |                              |
| Cala en PorterTerme d´Alaior | Festes de Cala en Porter                   | Sense advocació       | 3r cap de setmana de setembre *                          |                       |                              |

* Les dates dels cap de setmana no son fixes, poden variar segons la planificació del calendari.

## Sant Antoni - Diada de Menorca
Sant Antoni Abat és el patró de l'Illa de Menorca. Aquesta commemoració prové de la conquesta de Menorca al segle XIII, ja que les tropes d´Alfons III el liberal van desembarcar a l'illa dels Conills (anomenada des d´aquell moment, Illa del Rei) el 5 de gener, i després de re-agrupar les seves tropes, desembarcava a la ribera nord del Port de Maó, a la Cala de Sant Antoni, el dia 17 de Gener, festivitat del Sant.
Si bé la celebració te orígens en el segle XVI, es va institucionalitzar com a Diada de Menorca per part del Consell Insular de Menorca l'any 1981.
Durant la jornada del 17 de gener, festiu a tota Menorca, es realitzen activitats cíviques a tota l'illa, si bé les de caràcter més tradicional es produeixen a Ciutadella de Menorca.

### Missa solemne de Sant Antoni i processó dels tres tocs
La corporació municipal de Ciutadella es reuneix a l'Ajuntament, des d´on surten en formació de dos regidors, precedits per tres membres de la corporació a cavall, vestits de frac, amb guindola i amb la medalla de l'Ajuntament, i la policia municipal en uniforme de gran gala, seguits per els massers de l'Ajuntament.
Un dels regidors a cavall porta la bandera del Rei Alfons III, una bandera representativa de la Universitat de Ciutadella, General de Menorca, predecessora de l'Ajuntament de Ciutadella.
El seguici arriba a la Catedral, on es celebra la missa solemne de Sant Antoni, i una vegada acabada la missa, els tres regidors de frac munten als cavalls, i la resta dels regidors treuen la bandera tombada per la porta de la Llum de la Catedral, entregant-la a un dels regidors a cavall.
Des de la plaça de la catedral i precedits per una banda de música, la processó es forma per els tres regidors a Cavall, policia local, la imatge de Sant Antoni, el Bisbe de Menorca i la resta de preveres de l'illa, els regidors de l'Ajuntament i les autoritats convidades d´altres municipis.
La processó avança per el centre de Ciutadella fins a arribar a la plaça d´Alfons III, també anomenada de ses palmeres, on el regidor més jove de la corporació, agafa la bandera, escortat per els massers de l'Ajuntament i la policia local de gala, i s´avança fins al bell mig, de la plaça on es trobava el portal de Maó de l'antiga ciutadella, marcat amb una lletra tau i allà amb l'asta de la bandera dona tres tocs, simbolitzant els tres tocs que el Rei Alfons hauria donat al portal de la Ciutat per rendir-la.
Una vegada dita oració d´acció de gràcies, la processó retorna a la catedral.

### Mercat de taronges i dàtils
Després de la processó dels tres tocs a Ciutadella es tradició la celebració d´un mercat de taronges i dàtils al Hospital Municipal, on també es fa el tradicional sorteig d´un porquet.

## Celebracions de Carnaval
El Carnaval és una celebració molt estesa a Menorca amb diferents versions festives i de gran seguiment popular, les festes es centren en l'anomenat Dijous Jarder o llarder depenent dels municipis, el dissabte de Carnaval i el darrer dimarts.
En alguns municipis es tradició la figura de carnestoltes, si bé amb noms diferents. A Alaior es coneix la figura com a Bernat Figuerola, a Maó com a Camestortes, i a Sant Lluís com a Carnestoltes.
Per singular, el cas d´Alaior, Bernat Figuerola seria la figura d´un sabater alaiorenc, que va anar a fer les amèriques, i que ja major i malalt torna per carnaval al poble, on presideix (literalment en la forma d´un monigot de forma humana) totes les festes. La tarda del dimarts sospitant l'inevitable, atorga testament i una vegada mort, i després de la lectura del testament, és cremat a la plaça del poble.
Les festes en general inclouen desfilades, balls i les respectives lectures de testaments i final de festes dels pobles on es rellevant la figura de carnestoltes en la seva pròpia versió.

## Celebracions de Quaresma i Pasqua

### S´àvia Corema[20][21]
S´àvia Corema, es la versió menorquina de la vella quaresma, la representació del període de quaresma que va del dimecres de cendra a la setmana santa.
A Menorca es representa com una senyora major, amb el vestit tradicional menorquí, falda llarga i rebosillo, un bacallà a la mà, graella, setrillera i 7 peus, un per cada setmana que dura la quaresma. És tradició que cada setmana perdi un peu fins a arribar a la Setmana Santa. Encara a dia d´avui és tradicional que el Diari de Menorca inclogui una versió per coloretjar els dies previs a l'inici de la quaresma.
Aquesta tradició és molt seguida a Maó, on la Colla Gegantera té entre el seu seguici una avia corema gegant, que surt cada dissabte de quaresma per perdre un peu.

### Es Caramel·ler[22][23]
Una altra festa tradicional a l'illa de Menorca relacionada amb la quaresma és es caramel·ler. És tradició que els nens durant la quaresma reguin una planta o arbre amb aigua amb sucre, de tal manera que el diumenge de Rams els arbres donin fruit en forma de caramels, i els puguin recollir.
Aquesta festa tradicional que havia quedat en l'àmbit domèstic, es va recuperar públicament a Alaior organitzant la festa als tarongers de Dalt es fossar al costat de L'Església de Santa Eulàlia, i va tenir un relleu important l'any 2020, ja que per mor de la pandèmia de COVID-19, es va organitzar el caramel·ler a casa per els més petits, que despenjaven cistells per les finestres per que Protecció Civil els carregués de caramels.

### Deixem lo dol[25][26]
El ‘Deixem lo dol’ con un seguit de càntics per grups corals que es canten el dissabte de gloria i, més recentment, el diumenge de pasqua, per commemorar la resurrecció. Els càntics, molt similars entre ells, es segueixen desenvolupant a la majoria de pobles de Menorca i tenen la seva equivalència en les caramelles que es celebren a algunes zones de catalunya.
La forma més habitual fa: “Deixem lo dol, cantem amb alegria, / anirem a dar los Pascos a Maria”.
El folklorista menorquí Francesc d´Albranca va fer un recull de la versió més popular a Menorca.

### Matances de bujots
Es una tradicional festa que es celebra a Ciutadella el diumenge de pasqua, a la que es fa escarni de personatges i situacions reprovables, caracteritzant un bujot o ninot, fet de palla, com a la persona o situació que es denuncia. El ninot es penja als carrers per diferents entitats o associacions, i un grup de persones el disparen fins que crema. És una pràctica de "purificació" dels mals costums o accions en el dia de pasqua. Crítiques a accions o inaccions polítiques, corrupció, critica social, o de qualsevol tipus local o nacional.
Aquesta tradició te origen probablement en altres costums molt similars tant a espanya com a Sud-amèrica on s´anomena, festa de Judes, crema de Judes o manteig de Judes.

## Festes Marineres

### Processons de la Mare de Déu del Carme[30]
La Mare de Déu del Carme és la patrona de la mar, dels pescadors, estibadors i de l'armada espanyola, i a diverses poblacions de Menorca, per raons obvies es celebra de forma rellevant.
A Maó, la processó de la Mare de Déu del Carme te especial relació tant amb la confraria de pescadors de Maó, com amb l'estació naval de l'armada al Port de Maó. Es tradició que es celebri una missa a la capella de l'estació naval, i després que, escortada per mariners de l'armada, es pugi a una barca per fer una processó al voltant del port de maó, seguida per moltes embarcacions. Al seu pas, agrupacions corals interpreten la Salve Marinera de Cristóbal Oudrid, conegut també a Menorca per ser l'autor de la jota estudiantina que acompanya els Jaleos de les festes de poble.
També son habituals les processons al poble mariner de Fornells, que arriba fins a la bocana, organitzada per la confraria de pescadors de Fornells, i la de Ciutadella de Menorca, organitzada per la seva confraria.

### Es joc des Capellet[31][32]
Per les festes de Sant Pere, el 29 de juny, és habitual la celebració d´una festa marinera, a la que s´ensabona un pal de fusta que es col·loca a un moll, sobre el mar, situant al final un capell de palla. La costum és intentar aconseguir agafar el capell sense caure al mar en l'intent.
És una celebració que si bé no té tanta difusió avui dia, es segueix celebrant per Sant Pere a Maó i a Fornells.